# Mengo Yokoyari
Mengo Yokoyari (横槍 メンゴ, Yokoyari Mengo, nascuda el 27 de febrer de 1988) és una artista de manga japonesa. Va debutar com a artista de manga adulta el 2009.

## Biografia
Va fer el seu debut el 2009 amb Shinken☆H Seminar! publicat a Magazine War (Sun Publishing). Seguidament, va continuar escrivint manga principalment per a la mateixa revista, però des que va començar a serialitzar Haruwaka a COMIC Sumomo (Futabasha) el 2010, va treballar principalment en revistes de manga per a joves. Entre ells, Kuzu no Honkai és conegut com una obra representativa. També treballa com a il·lustradora, principalment a internet, signant els seus treballs com a "Yori" i dedicant-se principalment a il·lustracions de cançons utilitzant Vocaloid.
El 2020, durant el número 21 de Weekly Young Jump publicat el 23 d'abril, Aka Akasaka va començar la serialització d'Oshi no ko, que va ser escrita per Akasaka i dibuixada per Yokoyari.

## Obres
- Haruwaka (はるわか) (2010–2012)
- Mokkai Shiyo? (もっかいしよ ?) (2011)
- Kimi wa Midara na Boku no Joō (君は淫らな僕の女王) (2012–2017, guió de Lynn Okamoto)
- Kuzu no honkai (també conegut per Scum's Wish) (クズの本懐) (2012–2017)
- Mega Heart (めがはーと) (2013–2017)
- Retort Pouch! (レトルトパウチ！) (2014–2018)[5]
- Isshō Sukitte Yuttajan (一生好きってゆったじゃん) (2018–2020, compilació d'històries curtes)
- Oshi no Ko (【推しの子】) (2020–2024, guió d'Aka Akasaka).[6]

### Especials ione-shots
- I Am a Hero (2016), breu història (inclòs a I Am a Hero Official I Am a Hero Official Anthology: 8 Tales of the ZQN (アイアムアヒーロー　公式アンソロジーコミック８))
- Fuyu Kitari naba (ふゆきたりなば)  (2013) (inclosa com a sisena i última història del volum 2 de Cigarette Anthology (シガレットアンソロジー))